# FK RFS
FK RFS eller RFS är en fotbollsklubb i Riga i Lettland.

## Meriter
- Lettiska ligan: 2021, 2023, 2024[1][2]
- Lettiska cupen: 2019, 2021, 2024.[3]

## Placering tidigare säsonger
| Säsong | Nivå | Liga       | Placering | Referens | Notering                 |
| ------ | ---- | ---------- | --------- | -------- | ------------------------ |
| 2014   | 2    | Pirma liga | 5         | [ 4 ]    |                          |
| 2015   | 2    | Pirma liga | 3         | [ 5 ]    | Uppflyttad till Virslīga |
| 2016   | 1    | Virslīga   | 6         | [ 6 ]    |                          |
| 2017   | 1    | Virslīga   | 5         | [ 7 ]    |                          |
| 2018   | 1    | Virslīga   | 3         | [ 8 ]    |                          |
| 2019   | 1    | Virslīga   | 2         | [ 9 ]    |                          |
| 2020   | 1    | Virslīga   | 2         | [ 10 ]   |                          |
| 2021   | 1    | Virslīga   | 1         | [ 11 ]   |                          |
| 2022   | 1    | Virslīga   | 3         | [ 12 ]   |                          |
| 2023   | 1    | Virslīga   | 1         | [ 13 ]   |                          |
| 2024   | 1    | Virslīga   | 1         | [ 14 ]   |                          |